# Asyngenes venezuelensis
Asyngenes venezuelensis är en skalbaggsart som beskrevs av Stefan von Breuning 1943. Asyngenes venezuelensis ingår i släktet Asyngenes och familjen långhorningar.
Artens utbredningsområde är:
- Honduras.
- Nicaragua.
- Venezuela.

Inga underarter finns listade.